# Vincenzo Picardi
Vincenzo Picardi (født 20. oktober 1983 i Casoria) er en italiensk tidligere amatørbokser, som konkurrerede i vægtklassen fluevægt. Picardis største internationale resultater er en bronzemedalje fra OL 2008 i Beijing og en bronzemedalje fra VM i 2007 i Chicago, USA.
Han repræsenterede Italien under Sommer-OL 2008, hvor han i første runde vandt over en zambiansk bokser, i anden runde over en dominikaner og i kvartfinalen over en tuneser. I semifinalen tabte han mod Somjit Jongjohor fra Thailand, der senere vandt finalen over Andry Laffita fra Cuba. Taberne i semifinalen, Picardi og russeren Georgij Balaksjin, fik begge bronze.
Picardi stillede op igen i OL 2012 i London, og her var han oversidder i første runde, hvorpå han tabte snævert til Nyambayaryn Tögstsogt fra Mongoliet, der i øvrigt endte med at vinde sølv.